# Helena Wyligała
Helena Ewa Wyligała – polska politolog, dr hab. nauk społecznych, profesor uczelni Wydziału Studiów Stosowanych Dolnośląskiej Szkoły Wyższej.

## Życiorys
W 2000 ukończyła studia politologiczne na Uniwersytecie Wrocławskim, 12 maja 2006 obroniła pracę doktorską Znaczenie Trójkąta Weimarskiego w drodze Polski do Unii Europejskiej, 26 czerwca 2020 habilitowała się na podstawie pracy zatytułowanej Cykl publikacji pt. Ochrona środowiska w polityce zagranicznej i bezpieczeństwa Niemiec. Została zatrudniona na stanowisku adiunkta w Instytucie Bezpieczeństwa i Spraw Międzynarodowych na Wydziale Nauk Społecznych i Dziennikarstwa Dolnośląskiej Szkoły Wyższej.
Jest profesorem uczelni na Wydziale Studiów Stosowanych Dolnośląskiej Szkoły Wyższej i wiceprezesem zarządu Fundacji na rzecz Studiów nad Kulturą i Edukacją Dolnośląskiej Szkoły Wyższej we Wrocławiu.